# Енисейская епархия
Енисе́йская епа́рхия — епархия Русской православной церкви, объединяющая приходы и монастыри в средней части Красноярского края (в границах городов Енисейск и Лесосибирск, а также Большемуртинского, Енисейского, Казачинского, Мотыгинского, Пировского, Северо-Енисейского и Сухобузимского районов). Входит в состав Красноярской митрополии.

## История
Учредить Енисейскую епархию положено было ещё на московском соборе 1681 года, но епархия, названная Енисейской и Красноярской была учреждена только в 1861 году, однако кафедра находилась в Красноярске. Архиереи продолжали носить титул «Енисейских и Красноярских» до 1934 года.
Епархия образована 30 мая 2011 года решением Священного Синода, путём выделения её из состава Красноярской епархии.
При образовании епархии Священный Синод руководствовался протяжёнными расстояниями между епархиальным центром Красноярской епархии и районами Красноярского края, в которых требуется усиление миссионерской, духовно-просветительской работы, а также строительство новых храмов.
6 октября 2011 года Енисейская и Красноярская епархии включены в состав новообразованной Красноярской митрополии.
Поддержку епархии оказывала компания «Норильский никель», что не в последнюю очередь повлияло на то, что резиденция епископа располагалась в Норильске, а не в Енисейске.
30 мая 2014 года решением Священного Синода из части Енисейской епархии была выделена Норильская епархия.
13 апреля 2021 года решением Священного Синода Большемуртинский и Сухобузимский районы Красноярского края вошли в состав Енисейской епархии, а Эвенкийский район отошёл к Красноярской епархии.

## Епископы
Енисейские и Красноярские епископы (кафедра в Красноярске)
- Никодим (Казанцев) (18 сентября 1861 — 6 апреля 1870)
- Павел (Попов) (10 июня 1870 — марта 1873)
- Антоний (Николаевский) (31 марта 1873 — 14 мая 1881)
- Исаакий (Положенский) (30 мая 1881 — 8 марта 1886)
- Тихон (Троицкий-Донебин) (8 марта 1886 — 28 марта 1892)
- Александр (Богданов) (28 марта 1892 — 30 апреля 1894)
- Акакий (Закланский) (30 апреля 1894 — 28 октября 1898)
- Евфимий (Счастнев) (28 октября 1898 — 9 января 1913)
- Никон (Бессонов) (26 января 1913 — 25 июля 1917) отрёкся от священного сана[6]
- Назарий (Андреев) (25 октября 1917 — 1922)
- Зосима (Сидоровский) (1919) в/у
- Амфилохий (Скворцов) (8 марта 1925 — апрель 1928)
- Никон (Дегтяренко) (5 октября 1927 — 3 февраля 1928) в/у
- Димитрий (Вологодский) (3 февраля — 10 сентября 1928) в/у, епископ Минусинский
- Мелхиседек (Паевский) (10 сентября 1928 — 17 мая 1931)
- Димитрий (Вологодский) (16 июня — август 1931) в/у, епископ Минусинский
- Павел (Павловский) (11 августа 1931 — 11 июня 1933)
- Антоний (Миловидов) (16 июня 1933 — 3 мая 1934)
- Феофан (Еланский) (23 апреля 1934 — 9 сентября 1935)
- Серафим (Зборовский) (9 сентября 1935 — 1 апреля 1936)
- Сергий (Куминский) (1 апреля 1936 — 11 декабря 1937) в/у, епископ Ачинский

Енисейская епархия
- Никодим (Чибисов) (30 мая 2011 — 30 мая 2014)
- Никанор (Анфилатов) (22 июня 2014 — 28 декабря 2018)
- Пантелеимон (Кутовой) (28 декабря 2018 — 1 сентября 2019), в/у митрополит Красноярский
- Игнатий (Голинченко) (с 1 сентября 2019)

## Благочиния
Епархия разделена на 6 церковных округов:
- 1-е Енисейское благочиние
- 2-е Енисейское благочиние
- Лесосибирское благочиние
- Казачинское благочиние
- Мотыгинское благочиние
- Сузобузимское благочиние

## Монастыри
- Иверский монастырь (женский; Енисейск) возобновлён в 1998 году
- Спасо-Преображенский монастырь (мужской; Енисейск) возобновлён в 1990 году
- Скит Новомучеников Российских на Монастырском озере (деревня Плотбище, Енисейский район) основан в 2004 году